# Protesilaus helios
Espèce
Protesilaus helios est une espèce d'insectes lépidoptères (papillons) de la famille des Papilionidae, de la sous-famille des Papilioninae et du genre Protesilaus.

## Taxonomie
Protesilaus helios a été décrit par Lionel Walter Rothschild et Karl Jordan en 1906 sous le nom de Papilio molops.
Synonymes : Graphium helios ; Brown & Mielke, 1967 ; Eurytides helios.

### Formes
- Protesilaus helios f. sexfasciatus (Hoffmann, 1934) ; vers Santa Catarina au Brésil[1].

## Description
Protesilaus helios est un papillon blanc orné de fines lignes marron, aux ailes antérieures le long du bord externe et six partant du bord costal, plus ou moins courtes sauf la plus proche de l'apex qui rejoint l'angle interne, aux ailes postérieures trois partant du bord costal et allant jusqu'à l'angle interne et caractérisé sur chaque aile postérieure sa très grande queue et une lunule rouge en position anale.

## Écologie et distribution
Il est présent au Brésil et en Argentine,.

### Protection
Pas de statut de protection particulier.